# Ripidă

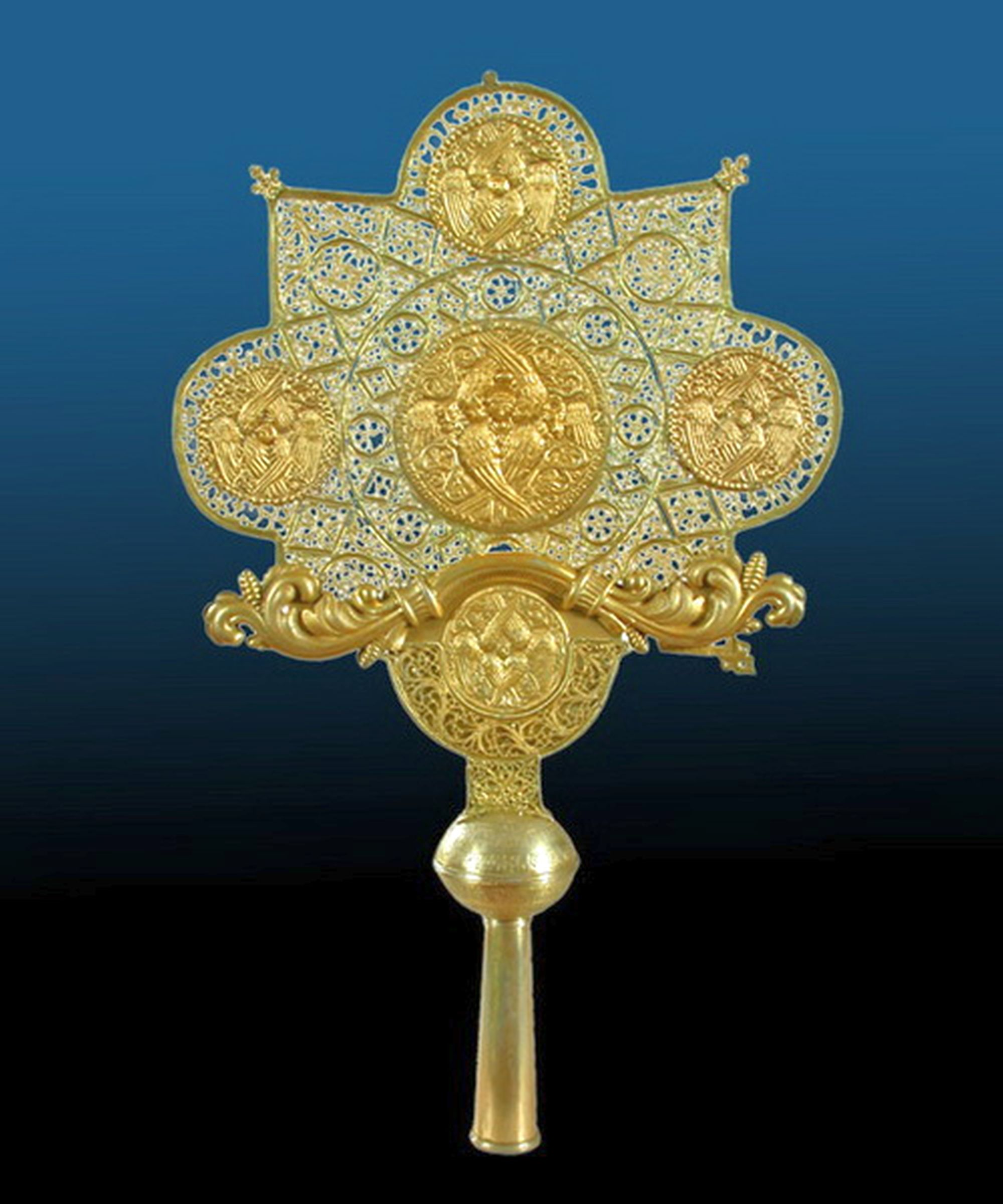
Ripidă de la Mănăstirea Putna, 1497

Ripida este un obiect de cult, confecționat din metal sau de lemn, în formă de paletă, împodobit cu imaginea unui serafim sau cu scene biblice, folosit în cursul unor ceremonii religioase.
Ripidele sunt confecționate din metale prețioase, la dimensiuni mai mari și îmbogățite cu motive decorative, reprezentând stilizări florale, geometrice și simbolice, figuri și scene biblice, însoțite de inscripții liturgice și votive.  Utilizate la origini în serviciul proscomidiei, ele sunt înlocuite de pocrovețe, care erau mult mai adecvate prntru acest rol. În prezent, ele sunt folosite în fruntea procesiunilor și marilor ceremonii religioase fiind încredințate așa-numiților ministranți - grupuri de copii îmbrăcați în stihare - care au rolul de a le purta înaintea soborului preoțesc, pentru a-i deschide simbolic calea.

## Vezi și
- Pocrovăț